# La farsa amorosa
La farsa amorosa är en opera i tre akter med musik av Riccardo Zandonai och ett libretto av Arturo Rossato och Carlo Zangarini efter Pedro Antonio de Alarcónsroman El sombrero de tres picos (Den trekantiga hatten) (1874), som också låg som grund till Manuel de Fallas balett med samma namn och Hugo Wolfs opera Der Corregidor.

## Historia
Librettot, skrivet av Zandonais mångårige samarbetspartner Arturo Rossato, utspelas i Lombardiet men har behållit de spanska namnen. Bland rollerna återfinns unikt nog två kärlekskranka åsnor: Ciccio och Checca.
Operan är komisk och var ett försök att återskapa traditionen med opera buffa, vilken hade blomstrat i Italien under 1700-talet och det tidiga 1800-talet.
La farsa amorosa skulle bli Zandonais sista fullbordade opera och den hade premiär den 22 februari 1933 på Teatro dell'Opera di Roma.

## Personer
| Roller         | Röststämma  | Premiärbesättning 22 februar 1933 Dirigent: Riccardo Zandonai |
| -------------- | ----------- | ------------------------------------------------------------- |
| Don Ferrante   | baryton     | Carmelo Maugeri                                               |
| Donna Mercedes | mezzosopran | Sara Ungaro                                                   |
| Frulla         | tenor       | Alessio De Paolis                                             |
| Giacomino      | tenor       | Adelio Zagonara                                               |
| Lucia          | sopran      | Mafalda Favero                                                |
| Orsola         | mezzosopran | Agnese Dubbini                                                |
| Renzo          | tenor       | Nino Bertelli                                                 |
| Spingarda      | bas         | Salvatore Baccaloni                                           |